# 鄧寅春
鄧寅春（？—？），江西新城人，清朝政治人物。进士出身。
嘉庆十九年，登进士。道光元年（1821年），擔任清朝廣州府新安縣知縣。后由梁星源接任。